# Carsten Nicolai
Carsten Nicolai (Chemnitz, 18 de setembro de 1965) é um compositor alemão, conhecido por compor a trilha do filme The Revenant (2015).